# 夏忠 (景泰進士)
夏忠（1422年—？），字克誠，當塗縣人，直隸德州衛軍籍，明朝政治人物。進士出身。

## 生平
順天府鄉試第五十七名。景泰五年（1454年）甲戌科會試第一百九十四名，殿試登進士第三甲第一百三十名。

## 家族
曾祖夏用一。祖父夏進才。父亲夏興嗣。